# Flughafen Kilimanjaro

i7
i11
i13
Der Flughafen Kilimandscharo (englisch Kilimanjaro International Airport, IATA-Code: JRO, ICAO-Code: HTKJ) ist ein Flughafen in Tansania. Er befindet sich südwestlich des Kilimandscharo-Massivs.

## Überblick
Der Flughafen wurde jenseits der ausgedehnten Flussniederungen, die sich südlich des Bergmassivs befinden, auf einem Hochplateau etwa 30 km westlich von Moshi in Richtung der Nachbarstadt Arusha errichtet.
Der Kilimanjaro International Airport ist ein kleiner Flughafen, jedoch durch seine Nähe zu den großen touristischen Angeboten rund um den Kilimandscharo von besonderer Wichtigkeit. KLM fliegt mehrmals in der Woche direkt von Amsterdam, Condor Flugdienst bietet Non-Stop-Flüge ab Frankfurt am Main an, sowie Edelweiss Air wöchentlich ab Zürich und mit Ethiopian Airlines gibt es von mehreren europäischen Flughäfen mehrfach wöchentlich Umsteigeverbindungen über Addis Abeba. Im Jahr 2012 wurden 665.147 Fluggäste registriert. Das größte Flugzeug, das in JRO landen kann, ist die Boeing 747. Damit ist er der zweitgrößte Flughafen des Landes nach dem Flughafen Daressalam.
Vom Flughafen starten die meisten Safaris im Osten Afrikas, zum Beispiel zum Serengeti-Nationalpark, zum Ngorongoro-Krater, zum Victoriasee und natürlich zum Kilimandscharo-Massiv.

## Geschichte
Der Flughafen wurde 1971 offiziell eröffnet und ist seit 1998 ein internationaler Flughafen. Seit 1998 wird der Flughafen von Kilimanjaro Airports Development Company (KADCO) verwaltet.

## Kenndaten
Der Flughafen hat den IATA-Code JRO und den ICAO-Code HTKJ. Er liegt 894 Meter über dem Meeresniveau, die Landebahn liegt in der Richtung 09/27. Sie ist asphaltiert, 3607 Meter lang und 45 Meter breit. Sie ist mit einem Cat II ILS-Landesystem ausgerüstet.

## Fluggesellschaften und Ziele
Vom Flughafen Kilimandscharo werden Daressalam und andere Inlandsziele sowie afrikanische Auslandsziele angeflogen (Stand 2022). In Europa wird der Flughafen Zürich von der Ferienfluggesellschaft Edelweiss Air angeflogen. 

## Statistik
Das Passagieraufkommen schwankt, abhängig von der Jahreszeit: Bis zum Jahr 2019 lag die Anzahl der Passagiere bei rund 250.000, brach 2020 aber ein:
| \| Monat \| 2018 \| 2019 \| \| --------- \| ------ \| ------- \| \| Januar \| 73.358 \| 072.204 \| \| Februar \| 74.133 \| 071.262 \| \| März \| 71.954 \| 066.805 \| \| April \| 52.231 \| 054.600 \| \| Mai \| 58.870 \| 051.239 \| \| Juni \| 74.469 \| 084.096 \| \| Juli \| 96.606 \| 108.825 \| \| August \| 88.099 \| 110.815 \| \| September \| 84.680 \| 090.980 \| \| Oktober \| 84.557 \| 092.090 \| \| November \| 65.652 \| 075.024 \| \| Dezember \| 72.335 \| 082.263 \| | Hier fehlt eine Grafik, die leider im Moment aus technischen Gründen nicht angezeigt werden kann. Wir arbeiten daran! |         |
| Monat | 2018 | 2019    |
| Januar | 73.358 | 072.204 |
| Februar | 74.133 | 071.262 |
| März | 71.954 | 066.805 |
| April | 52.231 | 054.600 |
| Mai | 58.870 | 051.239 |
| Juni | 74.469 | 084.096 |
| Juli | 96.606 | 108.825 |
| August | 88.099 | 110.815 |
| September | 84.680 | 090.980 |
| Oktober | 84.557 | 092.090 |
| November | 65.652 | 075.024 |
| Dezember | 72.335 | 082.263 |

## Zwischenfälle
Vom Flughafen Kilimanjaro wurden folgende Zwischenfälle gemeldet (Stand 2020):
- 1. Januar 1999: Nach einem Triebwerksausfall musste eine Boeing 737 der Fluggesellschaft Lignes Aeriennes Congolaises in Kilimanjaro notlanden. Es wurde niemand verletzt. Das Flugzeug wurde irreparabel beschädigt.[11]

- 16. November 2004: Bei einem Schulungsflug mit simuliertem Triebwerksausfall auf einer Let L-410 der tansanischen Precision Air (5H-PAC) schlug das Flugzeug mit eingefahrenem Fahrwerk neben der Landebahn auf. Beide Piloten hatten ihre Gurte nicht angelegt und erlitten Verletzungen im Gesicht. Das Flugzeug wurde irreparabel beschädigt.[12]